# 2008 في الأرجنتين
فيما يلي قوائم الأحداث التي وقعت خلال عام 2008 في الأرجنتين.

## سياسة

### انتهاء فترة المنصب
- 23 يوليو – ألبرتو فرنانديز Chief of the Cabinet of Ministers [الإنجليزية]‏.

## رياضة
- 1 يناير – رالي الأرجنتين 2008

## أفلام
من الأفلام التي صدرت هذه السنة في الأرجنتين:
- 1 يناير – حمل الرب من إخراج Lucía Cedrón  [لغات أخرى]‏.

## برامج ومسلسلات وأنمي
- لولا

## وفيات

### يناير
- 1 يناير – ليديا براتي (مواليد 1921) فنانة أرجنتينية.
- 9 يناير – خورخي أنايا (مواليد 1926) عسكري أرجنتيني.

### مارس
- 26 مارس – ميغيل أنخيل سانشيز (مواليد 1936) لاعب كرة قدم أرجنتيني.

### مايو
- 18 مايو – إيرما كوردوبا (مواليد 1913) ممثلة أرجنتينية.
- 29 مايو – هوراسيو نيومان (مواليد 1946) لاعب كرة قدم أرجنتيني.

### أغسطس
- 5 أغسطس – راؤول كونتي (مواليد 1928) لاعب كرة قدم أرجنتيني.

### نوفمبر
- 29 نوفمبر – أوليسس دومون (مواليد 1937) ممثل أرجنتيني.

### ديسمبر
- 14 ديسمبر – ريكاردو إنفانتي (مواليد 1924) لاعب كرة قدم أرجنتيني.